# Sestilia Chiostri
Sestilia Chiostri (... – 1957) è stata una stilista italiana.

## Biografia
Nel 1915, Sestilia Chiostri e le sue due sorelle, aprono una casa di moda a Firenze, con il nome Sorelle Chiostri. 
La loro produzione si basa inizialmente su cartamodelli francesi di alta moda. Nel 1933 l'atelier si sposta sul lungarno Corsini, e nel 1950 l'atelier esordisce con una sfilata in occasione del Maggio musicale fiorentino. 
Dagli anni Sessanta le Sorelle Chiostri collaborano con stilisti italiani, da Valentino a Lancetti, da Balestra a Schubert, fino ad arrivare a Givenchy e a Yves Saint Laurent. 
Sestilia muore nel 1957 e l'attività viene gestita dal figlio Vittorio, insieme alla giovanissima Fiammetta nel ruolo di première, la "maestra" a capo dell'atelier. Nel 1962 subentra come collaboratrice Marta Chiostri, figlia di Vittorio, il quale si ritirerà nel 1975. 
L'anno successivo, Fiammetta convince Marta a formare un'altra società, con il nome Sartoria Kiostri, con sede nel palazzo Pucci. 

## Archivio
L'archivio delle Sorelle Chiostri è stato individuato presso la Libreria antiquaria "L'Ippogrifo" di Firenze, del Sig. Paolo Sacchi, il quale successivamente all'avvio del provvedimento di dichiarazione da parte della Soprintendenza Archivistica per la Toscana (9 novembre 2010) lo ha donato alla Biblioteca Riccardiana. 
Nel fondo sono presenti disegni, fotocopie, bozzetti di moda, fotografie in bianco e nero e a colori di modelli ricavate da riviste francesi.